# Sandra Good
Sandra Collins Good (San Diego, 20 de fevereiro de 1944) é uma ex-integrante da Família Manson, grupo formado por Charles Manson, que vivia em comunidade na Califórnia dos anos 1960, responsável por uma série de crimes, o mais famoso deles, o assassinato da atriz Sharon Tate e mais seis pessoas, no que ficou conhecido como Caso Tate-LaBianca.
Good era conhecida como ‘Blue’ na seita hippie de Manson, apelido dado por ele, por causa de seus olhos azuis, e foi através dos anos a mais próxima amiga de Lynette 'Squeaky' Fromme, também integrante da ‘família’, presa e condenada à prisão perpétua em 1976 pela tentativa de assassinato do Presidente dos Estados Unidos, Gerald Ford.
Sandra Good não participou de nenhum dos assassinatos cometidos pelos membros da Família Manson, mas dizia respeitar todos aqueles que participaram deles. Durante o julgamento de Charles Manson, entre 1970 e 1971, ela e outros integrantes da ‘família’ em liberdade, pintaram a letra X na testa e rasparam seus cabelos, de maneira a demonstrar apoio aos acusados, acampando diariamente na porta do fórum onde eram julgados, fazendo discursos contra o sistema e dando declarações à imprensa sobre a filosofia pregada por Manson.
Na metade dos anos 1970, Sandra, seu filho Ivan, nascido em setembro de 1969 – não se sabe a paternidade – e 'Squeaky' Fromme, foram viver juntas em Sacramento, no norte da Califórnia, e tiveram seus nomes envolvidos no caso da morte de um casal que as acompanhava no grupo que para lá se mudou, mas nada ficou provado contra as duas. Em Sacramento, Good e Frommer passaram a usar apenas os nomes de Blue e Red (Fromme era ruiva), e pregar a ‘religião’ de Manson , vestidas em batas vermelhas e azuis. Pouco após a prisão de ‘Squeaky’ pela tentativa de assassinato de Ford em 5 de Setembro de 1975, Good deu declarações às televisões, prometendo ‘uma onda de assassinatos’ contra aqueles que poluíam o meio ambiente derrubando árvores nos Estados Unidos.
Naquele mesmo ano, foi presa e condenada a dez anos de prisão por enviar cartas com ameaças de morte a executivos de empresas que ela acreditava serem poluidoras do meio-ambiente. Solta em 1985, mudou-se para o estado de Vermont, onde viveu no anonimato até 1989 com o nome de Sandra Collins, seu sobrenome do meio, quando seu ativismo em campanhas pela preservação do meio ambiente a fizeram novamente ser descoberta pela mídia. Em seguida, mudou-se novamente para a Califórnia, para ficar mais próxima a Manson.
Até 2001, Good apoiava e divulgava o movimento pró-meio ambiente criado por Charles Manson na prisão, o ATWA (Air Trees Water Animals) e comandou um site na Internet com  George Stimson, a favor da libertação dele. No começo da década, ela abandonou a cidade de Hartford, onde estava vivendo na Califórnia, e voltou ao anonimato, sem fazer mais declarações públicas a favor de Manson.